# Tramwaje w Symferopolu
Tramwaje w Symferopolu − zlikwidowany system komunikacji tramwajowej w ukraińskim mieście Symferopol, działający w latach 1914–1970.

## Historia
Pierwsze jazdy próbne były przeprowadzone w czerwcu 1914. Oficjalne otwarcie linii nastąpiło 13 sierpnia 1914. Linia ta połączyła centrum z dworcem kolejowym. W październiku 1914 w mieście były trzy linie tramwajowe. W czasie I wojny światowej i wojny domowej tramwaje praktycznie nie kursowały. Ruch tramwajowy przywrócono 12 marca 1924. W 1941 w zajezdni było ponad 50 wagonów. W listopadzie 1941 zawieszono kursowanie tramwajów. W czasie II wojny światowej wysadzono w powietrze zajezdnię tramwajową, spalono 12 wagonów, zdemontowano całą sieć trakcyjną i ponad 100 stalowych słupów. Po zakończeniu wojny ruch wznowiono w listopadzie 1944. Odbudowę sieci tramwajowej zakończono w 1946 kiedy to działały 4 linie tramwajowe. Od 1955 rozpoczęto dostawy tramwajów z NRD. W 1957 przewieziono najwięcej pasażerów w całej historii tramwajów w Symferopolu – 40 mln. 1 stycznia 1961 w mieście było 101 tramwajów w tym 57 wagonów silnikowych. Od 1969 w mieście istniała jedna linia o nr 4, która kursowała na trasie:
- dworzec kolejowu – ul. Niżniegospitalnaja – ul. Oboronnaja.

Ostatnią linię tramwajową zamknięto 1 grudnia 1970. Powodem likwidacji tramwajów był brak części zamiennych. Maksymalna długość tras tramwajowych w mieście wynosiła 33 km. 

## Linie
W Symferopolu istniały 4 linie tramwajowe:
- 1: Dworzec kolejowy − centrum − ul. Niżniegospitalnaja
- 2: Ul. Bitakskaja − rogatka
- 3: Gospitalnaja płoszczad´ − ul. Bietlingowskaja
- 4: Dworzec kolejowy - ul. Oboronnaja

## Tabor
Tramwaje Gotha T57/B57 i T59/B59 w Symferopolu:
- T57:
  - 38–43 z 1957
  - 44, 45, 146–156 z 1958
- B57:
  - 79–84 z 1957
  - 85–98 z 1958
- T59:
  - 157–159 z 1960
- B59
  - 99–101 z 1960

Oprócz tramwajów Gotha wcześniej eksploatowano tramwaje typów:
- Rageno
- Godarville
- Lowa